# 吳鈞堯
吳鈞堯（1967年5月25日—)，出生於金門金寧鄉昔果山，十二歲遷往臺灣，國立中山大學財務管理學系、東吳大學中文系碩士，為臺灣專業作家，被視為金門書寫人物代表之一。曾獲金鼎獎、《時報》、《聯合報》等小說獎，梁實秋文學獎、教育部文藝創作獎等散文獎，並於2005年及2012年兩度獲得中國文藝協會頒發的中國文藝獎章（五四文藝獎章），曾任歡熹文化總編輯、時報周刊編輯，曾任幼獅文藝主編及各大報文學獎、文化局等評審。現為中華民國筆會秘書長。

## 著作
- 《我愛搖滾》（健行，1997年，ISBN：9789579680325）（改版：音樂芽子）
- 《情人絮語》（探索，1998年2月）
- 《女孩們經常被告知》（九歌，1998年，ISBN：9575605233）（改版：等待一場月光婚禮）
- 《龍的憂鬱》（九歌，1998年，ISBN：9575605713）（改版：我所能做的只是失眠）
- 《我的女巫們》（采舍，2000年，ISBN：9570446552）
- 《那邊》（天行社，2001年，ISBN：9574591808）
- 《尋找一個人》（新北市政府文化局，2001年，ISBN：9789570295054）
- 《金門》（爾雅，2002年，ISBN：957639340X）
- 《等待一場月光婚禮》（九歌，2003，ISBN：9574440869）
- 《如果我在那裡》（聯經，2003年，ISBN：9570826541）（金門文學叢刊第一輯）
- 《地址》（鷹漢，2004年，ISBN：9867650212）
- 《我所能做的只是失眠》（九歌，2004，ISBN：9574441806）
- 《坐在沙發上老去》（新北市政府文化局，2005年，ISBN：9570151994）（短篇小說集，收錄作者寫於八十二到八十八年期間的作品）
- 《崢嶸-金門歷史小說集》（金門縣政府文化局，2006年，ISBN：9860045259）
- 《荒言》（三民，2006年，ISBN：9571445703）
- 《履霜-金門歷史小說集》（金門縣政府文化局，2008年，ISBN：9789860163537）
- 《凌雲-金門歷史小說集》（金門縣政府文化局，2008年，ISBN：9789860095128）
- 《火殤世紀：傾訴金門的史家之作》（遠景，2010年，ISBN：9789573908906）
- 《三位樹朋友》（吳鈞堯/文，鄭淑芬/繪，典藏藝術家庭，2010年，ISBN：9789867519924）
- 《遺神》（遠景，2012年，ISBN：9789573908425）
- 《熱地圖》（九歌，2014年，ISBN：9789574449255）
- 《孿生》（遠景，2016年，ISBN：9789573909774）
- 《一百擊》（九歌，2017年，ISBN：9789864501335）
- 《回憶打著大大的糖果結：給孩子的情書》（九歌，2018年，ISBN：9789864502219）
- 《重慶潮汐》（聯合文學，2019年，ISBN：9789863233176）
- 《靜靜如霜》（遠景，2021年，ISBN：9789573911265）
- 《台灣小事》（聯合文學，2022年，ISBN：9789863234739）
- 《水裡的鐘》（遠景，2023年，ISBN：9789573911678）

## 得獎紀錄
| 年度   | 作品                 | 獎項                       | 主辦單位             | 名次             |
| ------ | -------------------- | -------------------------- | -------------------- | ---------------- |
| 1994年 | 〈影人〉             | 聯合文學新人小說獎         | 聯合文學             | 短篇小說佳作     |
| 1997年 | 〈女孩們經常被告知〉 | 中央日報文學獎             | 中央日報             | 第一名           |
| 1997年 | 〈霧〉               | 梁實秋文學獎               |                      | 散文組佳作       |
| 1997年 | 〈球人〉             | 聯合報文學獎               | 聯合報               | 短篇小說第三名   |
| 1998年 | 〈洗髮〉             | 聯合報文學獎               | 聯合報               | 短篇小說獎第二名 |
| 1999年 | 〈表〉               | 中國時報文學獎             | 中國時報             | 短篇小說獎訊審獎 |
| 2004年 | 〈張望〉             | 九十二年散文選             | 九歌出版社，顏崑陽編 |                  |
| 2007年 | 〈生卒〉             | 九十五年散文選             | 九歌出版社，蕭蕭編   |                  |
| 2008年 | 〈神戲〉             | 九十六年散文選             | 九歌出版社，林文義編 |                  |
| 2009年 | 〈暴民〉             | 九十七年小說選             | 九歌出版社，季季編   |                  |
| 2010年 | 〈斷線〉             | 九十八年散文選             | 九歌出版社，張曼娟編 |                  |
| 2011年 | 《火殤世紀》         | 第三十五屆金鼎獎文學獎     | 行政院新聞局         |                  |
| 2011年 | 《火殤世紀》         | 臺北國際書展小說類十大好書 |                      |                  |
| 2012年 | 〈神的聲音〉         | 100年小說選、年度小說獎    | 九歌出版社，侯文詠編 |                  |
| 2012年 | 〈身後〉             | 100年散文選                | 九歌出版社，鍾怡雯編 |                  |
| 2014年 | 〈天神的戲台〉       | 102年散文選                | 九歌出版社，柯裕棻編 |                  |
| 2015年 | 〈召魂戲〉           | 103年散文選                | 九歌出版社，楊敏盛編 |                  |
| 2018年 | 〈內〉               | 106年散文選                | 九歌出版社，王盛弘編 |                  |
| 2019年 | 〈你也來了〉         | 107年散文選                | 九歌出版社，胡晴舫編 |                  |